# Coenosia fimbribasis
Coenosia fimbribasis är en tvåvingeart som beskrevs av Xue och Zhu 2008. Coenosia fimbribasis ingår i släktet Coenosia och familjen husflugor.
Artens utbredningsområde är Yunnan (Kina). Inga underarter finns listade i Catalogue of Life.